# Anostirus pseudosulphuripennis
Anostirus pseudosulphuripennis là một loài bọ cánh cứng trong họ Elateridae. Loài này được Binaghi miêu tả khoa học năm 1940.